# لوبيلية بركانية
لوبيلية بركانية (الاسم العلمي:Lobelia volcanica) هي نوع من النباتات تتبع جنس اللوبيلية من الفصيلة الجريسية.